# دي مينار
شارل باربييه دي مِينَار (بالفرنسية: Charles Barbier de Meynard)‏ (1241 - 1327 ه‍ / 1827 - 1908 م) هو مستشرق فرنسي. حمل الرياسة في الجمعية الآسيوية الفرنسية من 1908 إلى 1928م.

## آثاره
- استخرج المواد المتعلقة ببلاد فارس في «معجم البلدان» لياقوت الحموي وجمعها ونشرها (1861، المطبعة الوطنية، باريس).[هامش 1]
- تحقيق لكتاب «مروج الذهب» للمسعودي، مع ترجمة فرنسية وتعليقات، وقد تعاون معه في المجلدات الثلاثة الأولى باغيه دي كورتاي[هامش 2] ونُشر الكتاب بباريس في 9 أجزاء في 1861 - 1877.[هامش 3]
- «وصف مدينة قزوين»، 1861.
- «مستخرجات من تاريخ هراة» 1861.
- «دراسة عن محمد بن الحسن الشيباني، الفقيه الحنفي»، 1861.
- لوحة أدبية لخراسان وبلاد ما وراء النهر في القرن الرابع الهجري»، 1861.
- شذرات تاريخية تتعلق بإبراهيم بن المهدي 1869.
- «سعيد الحميري»، 1875.
- «أطواق الذهب» وأفكار الزمخشري، 1876.
- «المنقذ من الضلال» للغزالي 1876.
- «ملحق المعاجم التركية»، 1881.
- «دراسة عن جنوب الجزيرة العربية»، بحسب وثيقة تركية، 1882.
- «ثلاث كوميديات فارسية»، النص والترجمة، 1886.
- «الشعر في فارس»، المحاضرة الاستهلالية في الكوليج دي فرانس 1875.[5]

## الهامش
1. ↑  تحت عنوان Dictionnaire gèographique, et littèraire de la Perse et des contrèes adjacentes
2. ↑  Pavet de Courteil 1821-1889
3. ↑  تحت عنوان Les Prairies d'Or